# 草莓之春
《草莓之春》是一部由史蒂芬·金於1968年所著的短篇小說，當時發佈在Ubris 雜誌上，後來收錄在短篇小說集《有時候，他們會回來》內。

## 故事簡介
故事發生在新英格蘭的三月，當時的春天被一股神秘的迷霧所包圍，當地人稱為草莓之春。一所師範學校在迷霧下發生了兇殺案，一名女生被殺，但無人可以為兇案提供線索。警方原以為自己已經找到疑兇，可是不久兇殺案再次出現，令警方一籌莫展，原是者兇案繼續發生，直至草莓之春結束。十多年後，草莓之春再次出現，報紙上又報導兇殺案，故事主角漸漸察覺自己在草莓之春的晚上，會在迷霧中外出，做了一些自己也不太記得的事。